# 魚海龍屬
魚海龍屬，為輻鰭魚綱棘背魚目海龍科的其中一屬。

## 下属物种
- 比基尼魚海龍（Ichthyocampus bikiniensis）
- 恆河魚海龍（Ichthyocampus carce）